# José Antonio Galván
José Antonio Galván (1951- ), también conocido como  'El Pastor' Galván, es un filántropo, predicador cristiano, y pintor mexicano, especialmente conocido por ser el fundador y director de un albergue psiquiátrico en Ciudad Juárez, donde por más de diecisiete años ha trabajado cuidando enfermos mentales.
Por su labor, Galván ha sido reconocido en Europa como un "mexicano destacado", y en julio de 2012 fue galardonado con el premio del Centre for Social Justice (CSJ), un think tank británico que se ha encargado de premiar esfuerzos que promueven justicia social. 

## Biografía

### Primeros años
Galván nació en la localidad de El Barro, Durango. Durante su juventud, en 1970, inmigró a los Estados Unidos, al estado de California, donde se casó a la edad de 20 años. Inició trabajando en el sector de la construcción como operador de grúas en ciudades como San Diego y Los Ángeles, aunque más tarde se vio involucrado en pandillas y hacia la década de 1980, Galván ya estaba consumiendo sustancias adictivas como la cocaína, que lo hicieron volverse drogadicto y alcohólico. Galván terminó en la cárcel cumpliendo una condena de diez años antes de ser deportado a Ciudad Juárez, Chihuahua en 1986.

### Conversión
Después de dieciséis años de adicción, Galván perdió a su familia, cayó en la indigencia y adquirió un desequilibrio mental. Eventualmente, experimentó una conversión religiosa después de escuchar a un predicador en la Plaza de los Lagartos, de El Paso, Texas, en 1986. Siendo una persona que, en sus propias palabras, "odiaba al mundo cristiano," Galván atacó al hombre con una botella de alcohol, causándole una herida en la cabeza. No obstante, y contrario a lo que esperaba, el evangelizador tocó su cabeza y comenzó a orar por él a pesar de estar sangrando. El acto le impactó tanto, que Galván terminó arrodillándose y convirtiéndose en cristiano.

### Albergue psiquiátrico
Habiendo hecho servicios comunitarios por un tiempo, Galván recuperó a su familia, y se convirtió en un pastor  que comenzó a hacer labores evangelísticas. En 1995, una persona le donó un terreno ubicado en el desierto a 40 kilómetros a las afueras de la ciudad, en donde Galván estableció el albergue para discapacitados mentales "Visión en Acción" en 1996. Comenzó a reunir enfermos mentales que habían estado viviendo en las calles de Ciudad Juárez y que habían adquirido un daño mental derivado del uso de psicotrópicos. En un inicio sólo llevaba a enfermos mentales, pero más tarde comenzó a llevar a personas sin hogar, motivado por lo que él consideró como una revelación. Otros enfermos se presentaron como mexicanos que han sido repatriados desde los Estados Unidos por medio del Instituto Nacional de Migración, abandonados por sus familias, mujeres que habían sido explotadas como prostitutas, o enfermos llevados personalmente por la policía local de Ciudad Juárez, por el DIF, por la Cruz Roja, por la PGR, y por otros hospitales locales, a falta de otras instituciones psiquiátricas en la ciudad y en el entendido de que, desde un inicio, la labor en el albergue fue realizada gratuitamente.
Entre las metas que Galván se propuso para dirigir el albergue se incluyeron el autoabastecimiento, el considerar el derecho de vida de los enfermos, darles servicios religiosos o predicaciones, y tratar de buscar su rehabilitación por medio de terapias artísticas y ocupacionales, de tal forma que los albergados más capaces pudieran realizar tareas cotidianas y ayudar a los demás enfermos en la medida de lo posible. Los albergados más peligrosos, o aquellos con historial de actos criminales, serían mantenidos en celdas hasta que pudieran ser considerados confiables, con la justificación de que esto sería algo necesario para la seguridad de los demás enfermos.
En 2010, Galván viajó a Estados Unidos y llegó a exponer su historia en iglesias de Denver para recaudar apoyo al albergue que ha dirigido. A dieciséis años de su inauguración, el albergue daba cabida a más de cien personas, sin recibir casi ayuda del gobierno para el asilo, manteniéndolo mayormente gracias a ayuda externa. No obstante, desde la inauguración de dos pequeños consultorios internos, de acuerdo a una disposición federal, se previó que el apoyo del gobierno fuera más presente y la cantidad de enfermos ascendiera a trescientos.
En 2012, Galván fue reconocido como un "mexicano notable"; y el Ministro de Trabajo y de Pensiones de Inglaterra, Iain Duncan Smith, le otorgó el Premio de los Fundadores del Centro para la Justicia Social. Por otro lado, el proyecto Visión en Acción fue considerado como uno de los 44 héroes de la Fundación Arnoldo Cabada de la O. El periodista Charles Bowden y el cineasta Mark Aitken han trabajado en colaboración para realizar un documental titulado Dead When I Got Here que aborda las historias de vida de Galván y de los enfermos del albergue psiquiátrico.

### Arte fronterizo
Al descubrir en 2011 que tenía cualidades para la pintura, Galván se volvió uno de los llamados artistas fronterizos, cuya obra fue emprendida, en sus propias palabras, para demostrar "una expresión reprimida" del sentir de los mexicanos y reflejar inquietudes sociales respecto a  las condiciones de violencia, corrupción, grupos de sicarios, y el narcotráfico en el norte del país,  y particularmente en Ciudad Juárez, que en 2009 fue considerada una de las ciudades más peligrosas de todo el mundo.
Sus cuadros llamaron la atención de fotógrafos como Juan Cardona, y otros periodistas extranjeros que consideraron en ellos una crítica social expuesta de forma muy gráfica, y un imperante mensaje religioso. Sus pinturas han llegado a ser criticadas por algunos debido a sus simbolismos religiosos, pero también han llegado a ser apreciadas y se han llegado a exhibir en Salt Lake City, en la galería de los Ken Sanders Rare Books en 2011.